# 李沂 (崇禎特用)
李沂（17世紀—17世紀），字在南，號春浴，四川順慶府營山縣人，明朝、南明政治人物。

## 生平
崇禎六年（1633年），李沂中式癸酉科四川鄉試舉人，十三年（1640年）獲賜特用出身，授潁上知縣，為政淳厚謹慎、愛護人民，流寇來臨時拒守全城，與民休息，人民奉如父母，弘光年後辭官課徒直到去世，其子李楫移居潁上為諸生。

## 引用
1. 1 2  錢海岳《南明史·卷三十五·列傳第十一》：（弘光）時鳳、廬、安、太、池、寧、徽、滁、和、廣先後府州縣官可紀者：……李沂，字春浴，營山人。崇禎十三年特用。潁上知縣，拒守全城。課徒卒。
2. ↑  嘉慶《四川通志·卷一百二十七·選舉志六》：崇正六年癸酉科（舉人）……李沂 營山人，潁上知縣
3. ↑  同治《潁上縣志·卷八·宦業》：知縣李沂，字在南，四川營山人，以庚辰特用授潁上縣知縣，為政醇謹慈愛，以歲荒寇殘與民休息，邑賴若父母。值鼎革去官不仕，其子楫移家潁上為弟子員。